# Chanceov zlom
Chanceov zlom ali chanceova fraktura je zlom telesa vretenca, navadno prsnega ali ledvenega, ki nastane zaradi prekomernega upogiba (fleksije) hrbtenice. Kot simptom se lahko pojavijo tudi podplutbe v predelu trebuha (»znak varnostnega pasu«) in redkeje paraliza spodnjih okončin. Pri okoli polovici bolnikov spremlja chanceov zlom tudi poškodba v predelu trebuha, kot so razpok vranice, poškodba tankega črevesa, natrganje mezenterija. Poškodba črevesja ni vedno prepoznana takoj.
Tipičen vzrok chanceovega zloma je prometna nesreča, kjer je ponesrečenec ob čelnem trku pripet z varnostnim pasom samo okoli pasu. Vzroka sta lahko tudi udarec s predmetom v predel trebuha ali padec.
Običajno so poškodovani vsi trije stebri vretenca (sprednji, srednji in zadajšnji) in chanceovi zlomi so praviloma zelo nestabilni. Najpogosteje so prizadeta spodnja prsna in zgornja ledvena vretenca. Kot del diagnostičnega postopka se priporoča slikanje z računalniško tomografijo, da se lahko prepoznajo tudi morebitne trebušne poškodbe.
Zdravljenje je lahko konzervativno, z uporabo opornice, lahko pa je potreben tudi kirurški poseg. Do chanceovih zlomov pride redko. Prvi ga je opisal britanski radiolog G. Q. Chance leta 1948. Do chanceovih zlomov je pogosteje prihajalo v petdesetih in šestdesetih letih dvajsetega stoletja, ko varnostni pasovi v vozilih praviloma niso imeli opore čez ramena.